# Trigonopyxidae
Famille
Les Trigonopyxidae sont une famille d'amibes de la classe des Tubulinés et l'Ordre des Arcellinidés.

## Étymologie
Le nom de la famille vient du genre type Trigonopyxis, dérivé du grec τριγον / trigon « triangle », et πυξις / pyxis « boite », littéralement « boite triangulaire », en référence à l'ouverture « triangulaire ou triradiale » du test de cette amibe.

## Description
Les Trigonopyxidae sont des abimes possédant un test pseudochitineux, avec ajout de matière étrangère, à symétrie radiale comme chez les Difflugiidés mais avec une marge aperturale aplatie ou invaginée, sans col externe.
Le genre type Trigonopyxis a un test hémisphérique (diamètre d'environ 90 µm), constitué d'une membrane parcheminée contenant des matières minérales et végétales étrangères. Son ouverture est triangulaire ou triradiale, rarement quadrangulaire ou irrégulière. Les pseudopodes sont inconnus. Il a un gros noyau de forme sphérique.
Selon Eugène Penard (1912), l'espèce type, Trigonopyxis arcula, « n'a pas un coquille rigide, mais bien une véritable peau, une sorte de parchemin jaunâtre, d'une ténacité extrême, de mince, souple et élastique: et, dans l'épaisseur de cette membrane parcheminée, sont empâtés des éléments étrangers, d'origine végétale, des parcelles brunes, jaunes, rougeâtres, arrachées aux fibres des mousses, disposées un peu partout au hasard et formant par leur ensemble une mosaïque étrange, comme un habit d'Arlequin. On trouve aussi, des petites pierres, accumulées de préférence sur le dôme arrondi de l'enveloppe.
La forme de cette enveloppe est hémisphérique ; la face ventrale est aplatie, ou bien légèrement invaginée, parfois au contraire quelque peu renflée, où même rendue fortement convexe par la poussée du contenu.
Au centre de cette face ventrale se trouve le péristome, triangulaire avec angles plus ou moins arrondis et côtés légèrement arqués vers le centre, et encadré sur tout son pourtour d'une bordure étroite. ». Penard note aussi l'absence de pseudopodes et de vacuoles contractiles.

## Répartition
Les Trigonopyxidae regroupent des espèces fossiles des étages Pléistocène et Miocène ainsi que des espèces actuelles.

## Liste des genres
Selon IRMNG (11 janvier 2025) :
- Cornuapyxis Coûteaux & Chardez, 1981
- Cyclopyxis  Deflandre, 1929
- Ellipsopyxella Bonnet, 1975
- Ellipsopyxis Bonnet, 1975
- Geopyxella Bonnet & Thomas, 1955
- Trigonopyxis Penard, 1912 Genre douteux (nomen dubium)[1] genre type
  - Espèce type : Trigonopyxis arcula Leidy, 1879[4]
  - Genres synonymes : Cystidina P. Volz, 1929, Trigonopsis Scheffelt, 1920, (nomen nullum[5], non Perty, 1833).
  - Espèce synonyme : Difflugia arcula Leidy, 1879[1].

Selon The Taxonomicon (11 janvier 2025) :
- Cornuapyxis Coûteaux & Chardez, 1981
- Cyclopyxis Deflandre, 1929
- Ellipsopyxella Bonnet, 1975
- Ellipsopyxis Bonnet, 1965
- Geopyxella Bonnet & Thomas, 1955
- Trigonopyxis Penard, 1912 genre type

## Systématique
Le nom valide de ce taxon est Trigonopyxidae Loeblich & Tappan, 1964.

## Publication originale
- (en) Alfred R. Loeblich, Jr. et Helen Tappan, Treatise on Invertebrate Paleontology : Sarcodina (Chiefly "Thecamoebians" and Foraminiferida), vol. C, t. 2, Kansas, Geological Society of America & University of Kansas Press, 1964, XXXII, 510 (399 fig.) (lire en ligne [PDF]).